# 箕輪新田
箕輪新田（みのわしんでん）は、千葉県柏市の大字。2017年10月31日現在の人口は0人。郵便番号277-0911。

## 地理
北は我孫子市我孫子新田、北西は我孫子市高野山新田、東は岩井新田、南は箕輪、西は大井新田、北西は我孫子市若松に隣接している。

## 小・中学校の学区
市立小・中学校に通う場合、学区は以下の通りとなる。
| 番地       | 小学校               | 中学校               |
| ---------- | -------------------- | -------------------- |
| 1～154番地 | 柏市立風早北部小学校 | 柏市立大津ケ丘中学校 |

## 施設
- 道の駅しょうなん

## 交通

### 道路
- 主要地方道
  - 千葉県道8号船橋我孫子線
    - 手賀大橋